# Arthur Harbour
Der Arthur Harbour ist eine kleine Bucht an der Südwestküste der Anvers-Insel im westantarktischen Palmer-Archipel. Sie liegt dort zwischen dem Bonaparte Point und dem Norsel Point.
Bei der Vierten Französischen Antarktisexpedition des Polarforschers Jean-Baptiste Charcot erfolgte eine grobe Kartierung. Der Falkland Islands Dependencies Survey nahm 1955 eine Vermessung vor und errichtete dazu nahe dem Kopfende der Bucht eine Vermessungsstation. Das UK Antarctic Place-Names Committee benannte sie 1956 nach Oswald Raynor Arthur (1905–1973), Gouverneur der Falklandinseln von 1954 bis 1957.